# Българско консулство в Солун
Генералното консулство на Република България в Солун е дипломатическо представителство на България в македонския град Солун, Гърция, разположено днес на улица „Николаос Манос“ № 6 и улица „Едмондос Абот“ № 1.

## История
Консулството е създадено в 1897 година, когато градът е още в Османската империя, първоначално като търговско агентство. От отварянето си до Балканската война в 1913 година е управлявано от Атанас Шопов. След обявяване на независимостта на България в 1908 година агентството получава ранг консулство, а след 1910 е генерално консулство.
Местоположението, където агентството се намира първоначално не е известно, но се знае, че мястото е смятано за опасно от Шопов заради ниските прозорци на сградата. Шопов научава и за сръбски план за нападение на агентството и поради тези причини се заема активно в търсене на нова сграда. След като се премества, българското агенство се помещава заедно с френското консулство в къщата на Димостен Ангелаки на булевард „Хамидие“ (днес „Етники Амина“) № 6. Новото местоположение също има своите слаби страни, защото българското агентство е тясно свързано с френското консулство с много вътрешни врати, което при потенциално напускане на французите от сградата, оставя българската част уязвима. В ноември 1904 година Шопов вижда обява за продажбата на Осман Али бей вила и започва преговори с българското правителство за закупуването ѝ. Продажбата е финализирана на 26 март 1905 година, но поради особеностите на османското законодателство, вилата формално е купена от името на Хенри Бекър, английски търговец. По време на сделката вилата служи за резиденция на австро-унгарския консул в Солун. След като българското правителство купува вилата, австро-унгарското консулство продължава да се помещава в нея до 1908 година, плащайки наем на българското агентство. В 1908 година, след смъртта на Хенри Бекър, сградата е прехвърлена на името на Атанас Шопов, след повдигнати аргументи в полза на прехвърлянето на сградата на българското консулство на името на българин.
Във вилата отсяда цар Фердинанд по време на посещението му в Солун в 1912 година. След Междусъюзническата война в 1913 година, вилата е конфискувана от гръцката полиция на 26 юли 1913 година, а архивите, мебелите и ценностите на българското консулство са откраднати. Българското генерално консулство официално отваря отново врати в Осман Али бей вила на 16 август 1915 година, но за кратко. По време на Първата световна война френски военни части окупират българското генерално консулство, конфискуват цялата собственост, а тогавашният консул Тодор Недков губи цялата си собственост. Френският генерал Морис Сарай след това се настанява във вилата и я превръща в своя резиденция. В 20-те години на XX век българското правителство отправя много молби към Гърция за възстановяване и обезщетения за тези загуби, но напразно. След Първата световна война България прави редица опити да отвори отново консулство в Солун, но безуспешно. Безплодни са и опитите на българското правителство да си върне Осман Али бей вила. Първоначално Гърция отказва, на базата на факта, че сградата е купена от частно лице (Атанас Шопов), но след като наследниците му потвърждават, че Шопов е купил вилата със средства от българското правителство и от негово име, Гърция отново не се съгласява да върне имота.
Генералното консулство на България в Солун отваря отново врати чак в 1973 година, в резултат на постигнати споразумения между Гърция и България в месец май на същата година. Българското консулство обаче вече се помещава на друг адрес, а вилата така и никога не е върната.

## Ръководители
| Име               | Години                              | Длъжност               |
| ----------------- | ----------------------------------- | ---------------------- |
| Атанас Шопов      | 30 март 1897                        | търговски агент        |
| Недялко Колушев   | 1902                                | управляващ             |
| Атанас Шопов      | 1909                                | търговски агент        |
| Атанас Шопов      | 18 януари 1910                      | генерален консул       |
| Тодор Недков      | 25 май 1914                         | генерален консул       |
| Коста Списаревски | 1925                                | генерален консул       |
| Петър Славчев     | 14 декември 1973 – 1976             | генерален консул       |
| Стилиян Стоянов   | 1976 – 1980                         | генерален консул       |
| Илия Гешев        | 1 декември 1980 – 1985              | генерален консул       |
| Стойчо Даскалов   | 29 декември 1985 – ?                | генерален консул       |
| Румен Цанев       | 27 юли 1990 – 19 октомври 1995      | генерален консул       |
| Илко Шивачев      | 21 октомври 1995 - 28 февруари 2003 | генерален консул       |
| Пламен Иванов     | 2003 - ?                            | генерален консул       |
| Петко Сертов      | 4 август 2009 - 4 ноември 2009      | генерален консул       |
| Лъчезар Иванов    | 2009 - 2011                         | и. д. генерален консул |
| Васил Вълчев      | 2011 - 2015                         | генерален консул       |
| Владимир Писанчев | 2 септември 2015 - 5 май 2022       | генерален консул       |
| Антон Марков      | 5 май 2022                          | генерален консул       |